# Mongolské písmo
Mongolské písmo (mongolsky mongolským písmem ᠮᠣᠩᠭᠣᠯ ᠪᠢᠴᠢᠭ Mongγol bičig, mongolskou cyrilicí Монгол бичиг, Mongol bičig), případně tradiční mongolské písmo, nebo staromongolské písmo, je první písmo navržené speciálně pro mongolštinu. Je používáno od svého vytvoření na počátku 13. století až dodnes a až do zavedení cyrilice pro mongolštinu v Mongolsku zůstávalo nejvyužívanějším psacím systémem vedle řady dalších, které byly pro mongolštinu vytvořeny nebo upraveny vedle tohoto písma. Dnes se používá v čínském Vnitřním Mongolsku a v Mongolsku se od roku 1994 vyučuje jako návrat ke kulturním tradicím.
Písmo vytvořil ujgurský písař Tatar-Tonga zajatý Čingischánem při tažení proti Najmanům na počátku 13. století jako upravené ujgurské písmo. Písmo se píše vertikálně od shora dolů a zleva doprava. Písmo je značně vzdálené od výslovnosti a zápis je proto často nejasný. V roce 1587 obohatil mongolské písmo o další znaky překladatel Ajuuš Güüš (Аюуш гүүш) a vznikla abeceda galik (Ali-gali) přizpůsobená pro přepis tibetštiny a sanskrtu.
Z mongolského písma potom vznikala i odvozená písma pro další jazyky. V roce 1648 přizpůsobením ojratského buddhistického mnicha Dzaja pandity vznikl todo bičig (jasné písmo) užívaný i Kalmyky, z mongolského písma dále vzniklo také mandžuské písmo či burjatské písmo.

## Znaky
Znaky abecedy nabývají zpravidla tři podoby, podle toho zdali stojí na počátku, uprostřed, nebo na konci slova (případně i čtvrtou podobu, když stojí znak samostatně).
| znaky     | znaky                 | znaky   | přepis  | přepis             | poznámka |
| počáteční | středový              | koncový | latinka | cyrilice           | poznámka |
| --------- | --------------------- | ------- | ------- | ------------------ | --- |
|           |                       |         | a       | А                  | Rozlišuje se skrze vokálovou harmonii (srovnej také q/γ a k/g) |
|           | e                     | Э       |         |                    | Rozlišuje se skrze vokálovou harmonii (srovnej také q/γ a k/g) |
|           | [ note 1 ] [ note 2 ] |         | i, yi   | И, Й, Ы, Ь         | Dnes často na konci slov pohlcováno předcházející slabikou. |
|           |                       |         | o, u    | О, У               | Rozlišení závisí na kontextu. |
|           |                       |         | ö, ü    | Ө, Ү               | Rozlišení závisí na kontextu. |
|           | [ note 3 ] [ note 4 ] |         | n       | Н                  | Rozdíl mezi středovým a koncovým a/e je dán pozicí v slabikové sekvenci. |
|           |                       |         | ng      | Н, НГ              | Vyskytuje se pouze na konci slov, středová podoba se užívá ve složeninách. Transkribuje tibetské ང; sanskrtské ङ. |
|           |                       |         | b       | Б, В               | V klasickém písmu zpravidla přepisuje cizí slova, takže většina „В (V)“ v mongolské cyrilici odpovídá „Б (B)“ v klasickém písmu. |
|           |                       |         | p       | П                  | Pouze na začátku mongolských slov. Transkribuje tibetské པ. |
|           |                       |         | q       | Х                  | Pouze se zadními samohláskami |
|           |                       |         | γ       | Г                  | Pouze se zadními samohláskami. Mezi dvěma samohláskami vyslovováno v obecné mongolštině jako dlouhá samohláska. Koncová podoba se vyskytuje pouze pokud je následována a napsaným odděleně od slova.                                          |
|           |                       |         | k       | Х                  | Pouze s předními samohláskami, ale 'ki/gi' se může objevit jak případě slov s předními, tak zadními samohláskami. Na konci lsov pouze g, ne k. g mezi dvěma samohláskami se vysloví jako dlouhá samohláska, existují výjimky, jako ügüi (ne). |
|           | g                     | Г       |         |                    | Pouze s předními samohláskami, ale 'ki/gi' se může objevit jak případě slov s předními, tak zadními samohláskami. Na konci lsov pouze g, ne k. g mezi dvěma samohláskami se vysloví jako dlouhá samohláska, existují výjimky, jako ügüi (ne). |
|           |                       |         | m       | М                  | |
|           |                       |         | l       | Л                  | |
|           |                       |         | s       | С                  | |
|           |                       |         | š       | Ш                  | |
|           |                       |         | t, d    | Т, Д               | Rozlišení závisí na kontextu. |
|           |                       |         | č       | Ч, Ц               | Rozdíl mezi /tʃ'/ a /ts'/ v chalchské mongolštině. |
|           |                       |         | ǰ       | Ж, З               | Rozdíl podle kontextu v chalchské mongolštině. |
|           |                       |         | y       | -Й, Е*, Ё*, Ю*, Я* | |
|           |                       |         | r       | Р                  | Zpravidla se nevyskytuje na počátcích slov. |
|           |                       |         | v       | В                  | Užíváno pro transkripci cizích slov (původně pro sanskrtské व). |
|           |                       |         | f       | Ф                  | Užíváno pro transkripci cizích slov. |
|           |                       |         | ḳ       | К                  | Užíváno pro transkripci cizích slov. |
|           |                       |         | (c)     | (ц)                | Užíváno pro transkripci cizích slov (původně pro tibetské /ts'/ ཚ; sanskrtské छ) |
|           |                       |         | (z)     | (з)                | Užíváno pro transkripci cizích slov (původně pro tibetské /dz/ ཛ; sanskrtské ज) |
|           |                       |         | (h)     | (г, х)             | Užíváno pro transkripci cizích slov (původně pro tibetskén /h/ ཧ, ྷ; sanskrtské ह) |
|           |                       |         | (zh)    | (-,-)              | Transkribuje čínské č' ('zhi') – používáno ve vnitřním Mongolsku |
|           |                       |         | (ř)     | (-,-)              | Transkribuje čínské ž' (ri) – používáno ve vnitřním Mongolsku |
|           |                       |         | (chi)   | (-,-)              | Transkribuje čínské čch' (chi) – používáno ve vnitřním Mongolsku |

1. ↑  
Následuje-li souhláska přepisuje se i.
2. ↑  
Následuje-li samohláska přepisuje se yi, s několika vzácnými výjimkami jako naim (osm) nebo Naiman.
3. ↑  
Znak užívaný na začátku slabiky (n-<samohláska>).
4. ↑  
Znak užívaný na konci slabiky (<samohláska>-n).
5. ↑  
Například:  qa-γ-an (chán) je zkráceno na qaan. Existují výjimky jako tsa-g-aan („bílá“).
6. ↑  
Při trnaskripci cizích slov se většinou předsune samohláska. Například transkribované Русь (Rusko) dá Oros.

## Přepis
Existuje fonetická transkripce (na základě výslovnosti čacharského dialektu mongolštiny) oficiálně přijatá ČLR (a rozeznaná Spojenými národy v roce 1982).
Pro vědecké účely se používá víceméně ucelený transliterační systém Vladimircov-Poppe-Mostaert-Cleaves (Vladimircov-Mostaert), vyvíjený postupně ve 20. století a pojmenovaný podle Borise Vladimircova a Antoine Mostaerta. Jiný navrhl německo-americký mongolista Ferdinand Lessing.
Několik možností zápisů a přepisů mongolského písma je možné uvést na příkladu hlavního města Vnitřního Mongolska, tedy „Modrého města“: zapisuje se mongolským písmem ᠬᠥᠬᠡᠬᠣᠲᠠ, znaky 呼和浩特 (Hūhéhàotè, Chu-che-chao-tche), chalchští Mongolové cyrilicí zapisují název Хөххот (transliterace cyrilicí zní хөхэхота), fonetickou transkripcí se přepíše název Hohhot (striktně Hôhhot), vědeckou transliterací Kökeqota.